# Rockaway Beach
Rockaway Beach az Amerikai Egyesült Államok északnyugati részén, Oregon állam Tilamook megyéjében helyezkedik el.
A 2010. évi népszámlálási adatok alapján a városnak 1 312 lakója van. A város teljes területe 4,43 km², ebből 0,28 km² vízi.

## Történet
A Rockaway Beach Company 1909-ben létesítette a Rockaway nevű üdülőt. Nevét a Long Island-i Rockaway Beach után kapta. Postahivatala 1911-ben nyílt meg; 1912-től vasút kötötte össze Portlanddel. A település nevét 1987-ben változtatták Rockaway Beachre.
A késő 30-as években itt találták ki a Pronto Pup nevű kolbászt.

## Éghajlat
A városban a környékhez képest sok csapadék hull; a legcsapadékosabb a november–január, legszárazabb a július–augusztus közötti időszak. A legmelegebb hónap augusztus, a leghidegebb pedig december.
| Hónap                         | Jan.  | Feb.  | Már. | Ápr. | Máj. | Jún. | Júl. | Aug. | Szep. | Okt. | Nov.  | Dec.  | Év    |
| ----------------------------- | ----- | ----- | ---- | ---- | ---- | ---- | ---- | ---- | ----- | ---- | ----- | ----- | ----- |
| Rekord max. hőmérséklet (°C)  | 20,6  | 22,8  | 22,8 | 28,9 | 38,3 | 33,3 | 38,9 | 38,9 | 36,1  | 33,3 | 26,7  | 20,6  | 38,9  |
| Átlagos max. hőmérséklet (°C) | 11,1  | 12,2  | 13,3 | 14,4 | 16,7 | 18,3 | 20,0 | 20,6 | 20,6  | 17,2 | 13,3  | 10,6  | 15,7  |
| Átlaghőmérséklet (°C)         | 7,0   | 7,5   | 8,3  | 9,4  | 11,7 | 13,6 | 15,0 | 15,3 | 14,2  | 11,7 | 8,9   | 6,4   | 10,8  |
| Átlagos min. hőmérséklet (°C) | 2,8   | 2,8   | 3,3  | 4,4  | 6,7  | 8,9  | 10,0 | 10,0 | 7,8   | 6,1  | 4,4   | 2,2   | 5,8   |
| Rekord min. hőmérséklet (°C)  | −17,2 | −15,0 | −7,8 | −5,0 | −3,9 | −0,6 | 1,1  | 0,6  | −2,8  | −7,2 | −10,0 | −15,6 | −17,2 |
| Átl. csapadékmennyiség (mm)   | 343   | 254   | 246  | 180  | 119  | 91   | 36   | 33   | 76    | 175  | 356   | 335   | 2244  |
| Forrás: The Weather Channel   |       |       |      |      |      |      |      |      |       |      |       |       |       |

## Népesség

### 2010
A 2010-es népszámláláskor a városnak 1 312 lakója, 667 háztartása és 374 családja volt. A népsűrűség 316,6 fő/km². A lakóegységek száma 1 875, sűrűségük 452,5 db/km². A lakosok 94,4%-a fehér, 0,4%-a afroamerikai, 0,7%-a indián, 0,7%-a ázsiai, 1,1%-a egyéb-, 2,7% pedig kettő vagy több etnikumú. A spanyol vagy latino származásúak aránya 2,9% (2,6% mexikói, 0,1% Puerto Ricó-i, 0,2% kubai, 0,1% pedig egyéb spanyol/latino származású).
A háztartások 33,5%-ában élt 16,8 évnél fiatalabb. 44,8% házas, 8,1% egyedülálló nő, 3,1% pedig egyedülálló férfi; 43,9% pedig nem család. 35,8% egyedül élt; 16%-uk 65 éves vagy idősebb. Egy háztartásban átlagosan 1,97 személy élt; a családok átlagmérete 2,52 fő.
A medián életkor 55,1 év volt. A város lakóinak 13,3%-a 18 évesnél fiatalabb, 4,4% 18 és 24 év közötti, 16%-uk 25 és 44 év közötti, 37,4%-uk 45 és 64 év közötti, 29%-uk pedig 65 éves vagy idősebb. A lakosok 48,8%-a férfi, 52,2%-uk pedig nő.

### 2000
A 2000-es népszámláláskor a városnak 1 267 lakója, 635 háztartása és 368 családja volt. A népsűrűség 317,7 fő/km². A lakóegységek száma 1 573, sűrűségük 394,4 db/km². A lakosok 95,82%-a fehér, 0,08%-a afroamerikai, 1,1%-a indián, 0,63%-a ázsiai, 0,71%-a egyéb-, 1,66% pedig kettő vagy több etnikumú. A spanyol vagy latino származásúak aránya 1,97% (1,3% mexikói, 0,6% Puerto Ricó-i, 0,2% pedig egyéb spanyol/latino származású).
A háztartások 12,8%-ában élt 18 évnél fiatalabb. 47,6% házas, 7,4% egyedülálló nő; 41,9% pedig nem család. 35,3% egyedül élt; 16,7%-uk 65 éves vagy idősebb. Egy háztartásban átlagosan 1,99 személy élt; a családok átlagmérete 2,51 fő.
A város lakóinak 14%-a 18 évnél fiatalabb, 3,9%-a 18 és 24 év közötti, 20,1%-a 25 és 44 év közötti, 31,3%-a 45 és 64 év közötti, 30,6%-a pedig 65 éves vagy idősebb. A medián életkor 52 év volt. Minden 100 nőre 96,7 férfi jut; a 18 évnél idősebb nőknél ez az arány 94,8.
A háztartások medián bevétele 28 798 amerikai dollár, ez az érték családoknál $35 742. A férfiak medián keresete $30 956, míg a nőké $21 776. A város egy főre jutó bevétele (PCI) $17 766. A családok 7%-a, a teljes népesség 10,8%-a élt létminimum alatt; a 18 év alattiaknál ez a szám 13,7%, a 65 év felettieknél pedig 5,9%.

## Fordítás
Ez a szócikk részben vagy egészben  a   Rockaway Beach, Oregon című angol Wikipédia-szócikk ezen változatának fordításán alapul.  Az eredeti cikk szerkesztőit annak laptörténete sorolja fel. Ez a jelzés csupán a megfogalmazás eredetét és a szerzői jogokat jelzi, nem szolgál a cikkben szereplő információk forrásmegjelöléseként.